# Martinské lípy v Jindřichovicích

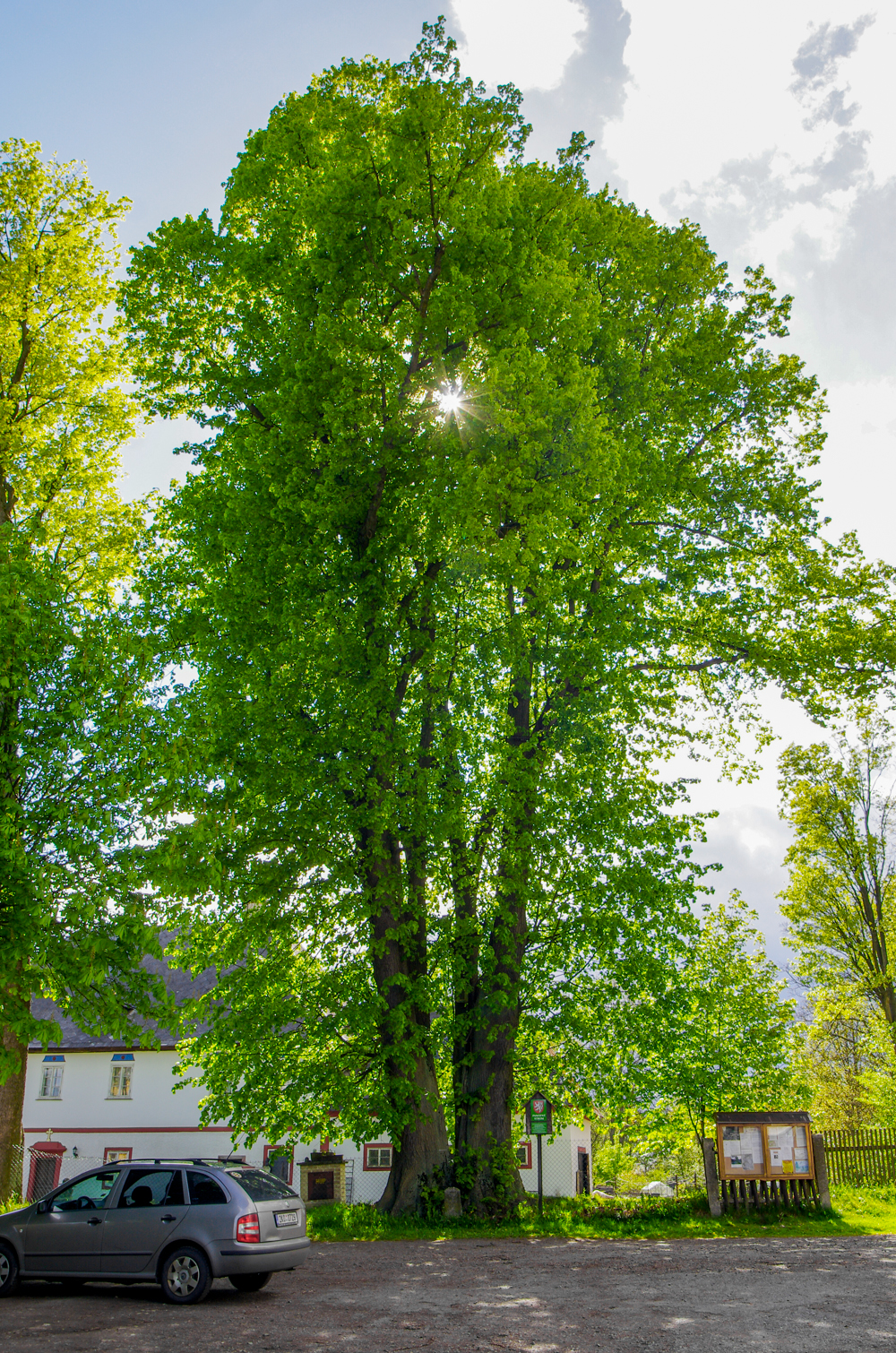
v květnu 2014

Martinské lípy v Jindřichovicích jsou dva památné stromy v Jindřichovicích v okrese Sokolov v Karlovarském kraji. Dvojice vysokých památných lip (Tilia platyphyllos) roste před farou na volném prostranství za kostelem sv. Martina v nadmořské výšce 650 m. Stromy rostou těsně u sebe a mohutnými kořenovými náběhy spolu srůstají. Lípy mají nízké kmeny, silné a přímé kosterní větve a společnou korunu.
Koruny stromů sahají do výšky 26,5 m, 26 m, obvody kmenů měří 341 cm, 370 cm (měření 2004). Lípy jsou chráněny od roku 2006 jako esteticky zajímavé stromy, krajinná dominanta a součást kulturní památky.

## Stromy v okolí
- Jindřichovický klen
- Dub v Loučné
- Klen v Mezihorské
- Jirákova lípa
- Stříbrný javor v Husových sadech
- Smrk u kříže za Favoritem
- Dvojitý smrk u Šindelové
- Modřínová alej u Šindelové